# Galántai Erzsébet
Galántai Erzsébet, Sz. (Szigetiné Galántai Erzsébet) (Kecskemét, 1951. február 9.–) klasszika-filológus, medievista, neolatinista, ny. egyetemi docens.
Oktatási területei: A latin nyelv szelleme, humanista történetírók, latin forrásolvasás, orvosi terminológia.
Fő kutatási területei: klasszikus latin nyelv, humanista latin; élő latin nyelv: a latin nyelv aktív használata és az orvosi latin interdiszciplináris kutatási területeken (forráskutatás, historiográfia, stíluselemzés).

## Életpályája
Szüleit a vesztes II. világháború sodorta Erdélyből az anyaországba, édesapja Galántai Tibor nagyváradi születésű, Szegeden élő memoáríró. Gyermekkorában családjával együtt Sátoraljaújhelyre költözött, ott végezte el általános és középiskoláit. Felsőfokú tanulmányokat 1970-től folytatott a szegedi József Attila Tudományegyetem Bölcsészettudományi Karán Eötvös-kollégistaként kiváló diáktársakkal, köztük Font Márta, Kérchy László, Czédli Gábor. 1975-ben nyert latin-orosz szakos középiskolai tanári oklevelet.
A latin nyelv és kultúra elsajátításában első mestere Valenta Andrásné, majd Kováts Dániel neves irodalomtörténész, Visy József egyetemi magántanár és Szádeczky-Kardoss Samu klasszika-filológus egyetemi tanár volt. Az egyetem elvégzése után bekerült a Klasszika-Filológiai Tanszékre tanársegédnek, tanszékvezetője és mestere 1988-ig Szádeczky-Kardoss Samu. 1979-ben tett egyetemi doktori vizsgát latin nyelvből summa cum laude.
1999-ben a magyarországi humanista történeti művek stílusvizsgálata témában elérte a PhD tudományos fokozatot summa cum laude. 2001-ben Makk Ferenc egyetemi tanár a Bizantinológia és Középlatin Filológiai Tanszéki Csoport vezetője átvette saját tanszékére, a Történeti Segédtudományok Tanszékre. Galántai Erzsébetet adjunktusi beosztásból docensi beosztásba sorolta át az MTA Medievisztikai Kutatócsoportjának vezetőjével, Kristó Gyulával, a kari és az egyetemi vezetéssel egyetértésben. Legkiválóbb munkatársai, Makk Ferenc, majd Almási Tibor egyetemi docens irányítja a tanszék oktató és kutató munkáját. Galántai Erzsébet e tanszéken oktat és kutat docensi beosztásban a Bizantinológia és Középlatin Filológia Tanszéki Csoportban.

## Magánélete
Elvált dr. Szigeti Ferenc magyar-latin szakos kutatótól és tanártól. Fia Szigeti Tamás Graphisoft-díjas matematika szakos középiskolai tanár a kaposvári Táncsics Mihály Gimnáziumban, hobbija a könyvillusztrálás és a fotózás.

## Publikációi

### Könyvek, könyvrészletek (válogatás)

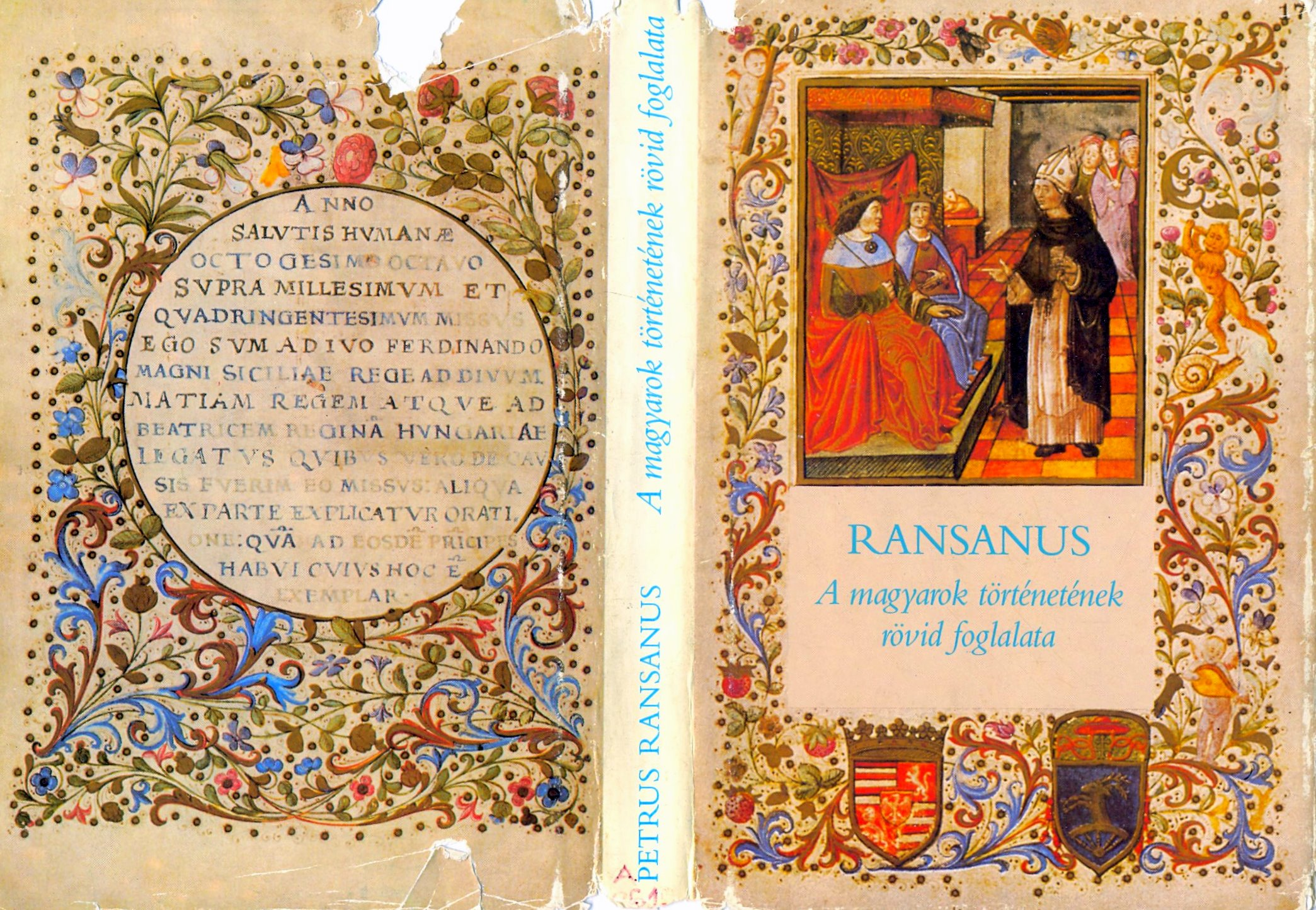
A Ransanus könyv borítója

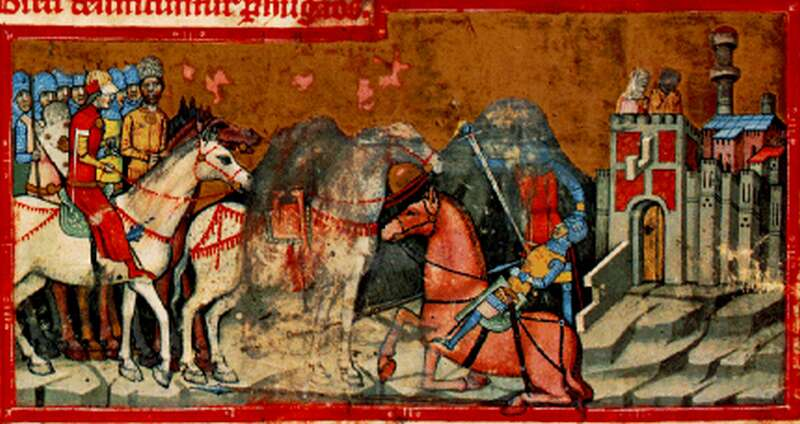
Képes krónika

- Epithoma rerum Hungararum (magyar) A magyarok történetének rövid foglalata[8] / Petrus Ransanus ; [ford., a bevezetőt és a jegyzeteket írta, közread.] Blazovich László, Sz. Galántai Erzsébet. Budapest : Európa, 1985. 269 p. ill. (Ser. Bibliotheca historica 0133-6967) ISBN 963-07-3599-7
- Chronica Hungarorum / Johannes de Thurocz ; ediderunt Elisabeth Galántai et Julius Kristó. Budapest : Akadémiai Kiadó, 1985-1988. ISBN 963-05-4794-5
- A Müncheni kódex magyar – latin szótára / szerk., (bev.) Nyíri Antal. [Közrem.] (Velcsov Mártonné, Dienes Erzsébet, Szigeti Ferenc, Sz. Galántai Erzsébet, stb.) Budapest : Akadémiai Kiadó, 1993. 375 p. ISBN 963-05-6508-0
- Latin jövevényszavak. In Korai magyar történeti lexikon : 9-14. század / főszerk. Kristó Gyula ; szerk. Engel Pál, Makk Ferenc. Budapest : Akadémiai Kiadó, 1994. 753 p., [17] t. fol. : ill., főként térk. pp. 397. ISBN 963-05-6722-9
- Ludovicus Tubero[9] Kortörténeti feljegyzések : Magyarország[10]/ közread. Blazovich László, Sz. Galántai Erzsébet. Szeged : Szegedi Középkorász Műhely, 1994. 403 p. (Ser. Szegedi középkortörténeti könyvtár 1216-3120) ISBN 0599000523003
- Kun László emlékezete. Bev., forrásszövegeket vál., jegyz. Kristó Gyula, ford. Galántai Erzsébet et al. (Kiad. a Szegedi Középkorász Műhely). Szeged, 1994. ISBN 963-482-002-6
- Moravia's history reconsidered (magyar) Morávia története új megvilágításban : Kísérlet a középkori források újraértelmezésére / Boba Imre ; [ford. Petrovics István] ; [a latin szöveget ford. Sz. Galántai Erzsébet] ; [előszó Püspöki Nagy Péter. Budapest : METEM, 1996. 197 p. : ill., részben térk. ISBN 963-8472-04-9 (Ser. METEM-könyvek, 1217-2669 ; 11.)
- A nyelvtanár-továbbképzés egy lehetséges modellje. (társszerző) Szeged, 1996.
- A latin nyelv használata középkori okleveleinkben : a Kun László-féle oklevelek narratioinak sajátosságairól (orosz nyelven)In Cirill és Metód példáját követve.. : tanulmányok H. Tóth Imre 70. születésnapjára / szerk. Bibok Károly, Ferincz István, Kocsis Mihály. Szeged : SZTE Szláv Intézet, 2002.
- Város és uradalom : tanulmányok és források Gyula XV-XVI. századi történetéből. Blazovich László és Schmidt József társszerzővel. Gyula, Békés M. Lvt., 2007. 89 p. ; (Ser. Gyulai füzetek 0865-8641;16.) ISBN 978-963-7239-51-9

### Tanulmányok (válogatás)
- Ludovicus Tubero: Kortörténeti feljegyzések (Magyarország).[11] Közreadja: Blazovich Lászlóval. Levéltári Szemle, 1994/4. sz. pp. 94–95.
- A középkorvégi Magyarországról. Ludovicus Tubero: Kortörténeti feljegyzések (Magyarország).[12] Közreadja Blazovich Lászlóval. Aetas, 1995/3. sz. pp. 172–173.
- Galántai Elizabeth: De latinitate Hungarica. I., in: Vox Latina, 1997, tomus 33., fasc. 129.[13]
- F. Tamburini: Santi e Peccatori. Debreceni Szemle, 5. évf. 1997/3-4. sz.
- Fortwirken von antiken dichterischen Formen und Motiven in den Prosawerken der Humanisten.[14] In: Acta Universitatis de Attila József nominatae : acta antiqua et archaeologica, 27. 1998. pp. 230–235.
- De Latinitate Hungarica I, II. In Vox Latina T. 33, 35. Saarbrücken, 1997, 1999.
- Zum Nachleben antiker Gedanken in den Kommentaren von Ludovicus Tubero ... Chronica, 2003/3. sz. pp. 79–83.[13]
- Klasszikus értékek szolgálatában. [Ladislai Havas: Corpus rei publicae : studia historico-philologica collecta. Debrecini, Kossuth Egyetemi K., 2002. 469 p. (Agatha ; 9.) : könyvism. / Galántai Erzsébet, Maróti Egon. Aetas, 19. évf. 2004/3-4. sz.
- Über den Sprachgebrauch von Petrus Ransanus anhand seiner Epithoma rerum Hungararum. In: Acta conventus Neo-Latini Bonnensis : proceedings of the Twelfth International Congress of Neo-Latin studies : Bonn 3-9 August 2003 / general ed. by Rhoda Schnur. – Tempe, Arizona : Arizona Center for Medieval and Renaissance Studies, 2006. pp. 325–329. p. (Ser. Medieval and Renaissance texts and studies ; 315.)
- Bemerkungen zum Sprachgebrauch von Petrus Ransanus anhand seiner Epithoma rerum Hungararum. In Acta Conventus Neolatini Bonnensis ACMRS[15] Tempe, Arizona, 2006.
- Erzsébet Galántai, Bemerkungen zum Nachleben von antiken Feldherrn- und Herosporträts. Chronica, 2006/6. sz.[16]
- De conventu Neapoli peracto. In Vox Latina T. 45. Fasc. 170. Saarbrücken, 2007. pp. 604–606.
- De nonnullis historicis, qui humanistae iidem et Christiani erant. In Humanitas : omnium gentium conventus de humanitate aetate nostra restituenda. Neapoli, 2007.
- Megjegyzések antik hadvezér- és héroszportrék utóéletéhez : Hunyadi János alakja P. Ransanus: De Ioanne Corvino és Elias Corvinus: Ioannis Hunniadiae Res bellicae contra Turcas című művében. In: Varietas gentium – communis latinitas : a XIII. Neolatin Világkongresszus (2006) szegedi előadásai / szerk. Szörényi László, Lázár István Dávid. Szeged : JATEPress, 2008. pp. 83–87.
- A salzburgi historiográfia kezdetei : Nótári Tamás könyvéről. Jogtörténeti szemle : az Eötvös Loránd Tudományegyetem Magyar Állam- és Jogtörténeti Tanszékének közleményei, 2008. ([10. évf.]) 3. sz. 57-59. p.
- II. Miksa egy eddig ismeretlen privilegiális leveléről (2010)[17]
- "Non omnis moriar". Elhunyt Maróti Egon. Szeged : a város folyóirata : várostörténet, kulturális és közéleti magazin, 2012. (24. évf.) 5. sz. 44. p.

### Szerkesztés, fordítás, lektorálás (válogatás)
- Csongrád megye évszázadai. Történelmi olvasókönyv. 1. kötet. A honfoglalástól a polgári forradalom és szabadságharc végéig. Szerk. Blazovics László, a latin fordításokat ellenőrizte Sz. Galántai Erzsébet. Szeged; Csongrád Megyei Levéltár, Csongád Megye Tanácsa VB. Művelődési Osztálya, 1985. ISBN 9630168375
- Karácsonyi Béla: Retroversio : latin grammatika a gyakorlatban / Karácsonyi Béla ; szerk. Szegfű László ; [a szöveget gondozta Dér Terézia, Galántai Erzsébet]. — 2000
- Kultúrák találkozása : ünnepi tanulmányok Olajos Terézia professzornő tiszteletére / szerk. Makk Ferenccel. Szeged : Szegedi Középkorász Műhely, 2002.
- Jürgen Blusch: Lob als Herausforderung (Zur Laus Stultitiae des Erasmus). [Der Text wurde von Erzsébet Galántai betreut.) In Kultúrák találkozása i.m. pp. 33–40.
- Bethlen Farkas: Erdély története / ford. Bodor András, [a 2. köt. lektorálta Galántai Erzsébet]. Budapest : Enciklopédia Kiadó ; Kolozsvár : Erdélyi Múzeum-Egyesület, 2004. 3 db ISBN 963-8477-36-9
- Források Salzburg kora középkori történetéből / ford., jegyz., előszó, bev. tanulm: Nótári Tamás; [lektorálta: Galántai Erzsébet, Makk Ferenc] Szeged : Lectum, 2005. 230 p.
- Gallus (Anonymus): Chronicae et gesta ducum sive principum Polonorum A lengyel fejedelmek avagy hercegek krónikája és tettei / Gall névtelen ; ford., bev. tanulmány, jegyz. Bagi Dániel ; [a verseket ford. Jankovits László ; a latin szöveget az eredetivel egybevetette: Galántai Erzsébet]. – Budapest : Argumentum, 2007. – 306 p. – ISBN 978 963 446 465 5
- Marcus Tullius Cicero Válogatott védőbeszédek : 1. [köt.] / ford., jegyzetekkel ell. és a bevezetést írta Nótári Tamás ; [az előszót írta Maróti Egon ; nyelvi lektorok: Dér Terézia, Galántai Erzsébet, Maróti Egon, Sándor Pál, Varga Péter]. – Szeged : Lectum, 2009. – 481 p.
- Marcus Tullius Cicero: Válogatott védőbeszédek : 2. [köt.] / Marcus Tullius Cicero ; ford., jegyzetekkel ell. és a bevezetést írta Nótári Tamás ; [az előszót írta Maróti Egon ; nyelvi lektorok: Dér Terézia, Galántai Erzsébet, Maróti Egon, Sándor Pál, Varga Péter]. – Szeged : Lectum, 2009. – 222 p.
- Marcus Tullius Cicero összes perbeszédei / ford., jegyzetekkel ell. és a bevezetést írta Nótári Tamás. Szeged : Lectum, 2010. – 1275 p. ISBN 978 963 9640 31 3
- A Szegedi Tudományegyetem és elődei története : 1. rész, A Báthory-egyetemtől a Kolozsvári Tudományegyetemig : 1581-1872. / Szögi László, Varga Júlia. Fordítással közreműködött Galántai Erzsébet lásd p. 315. Szeged : Szegedi Egyetemi Kiadó, 2011. ISBN 978 963 306 094 0
- Caius Plinius Secundus (maior) Naturalis historia Idősebb Plinius a mágiáról : részletek a 28. és 30. könyvből / ford., bev., jegyz. Takács Anikó ; [szakmai és nyelvi lektor: Hoffmann Zsuzsanna, Galántai Erzsébet]. – Szeged : JATEPress, 2011. – 103 p. – (Documenta historica, ISSN 1216-0954 ; 86.)
- Halasy-Nagy József: Az antik filozófia / [ford., közrem. Galántai Erzsébet]. – 2., jav., bőv. kiad. – Szeged : Quintus, 2011. – 390 p. ; 25 cm. – Bibliogr. a lábjegyzetekben. – ISBN 978 963 88494 0 3
- Naturalis historia: természetrajz : római medicina és farmakológia / C. Plinius Secundus (2012) ISBN 978 963 89401 1 7
- Lex Baiuvariorum – a bajorok törvénye. Jogtudományi Közlöny, 2013. (68. évf.) 7-8. sz. 399-401. p.

## Előadásai nemzetközi konferenciákon (válogatás)

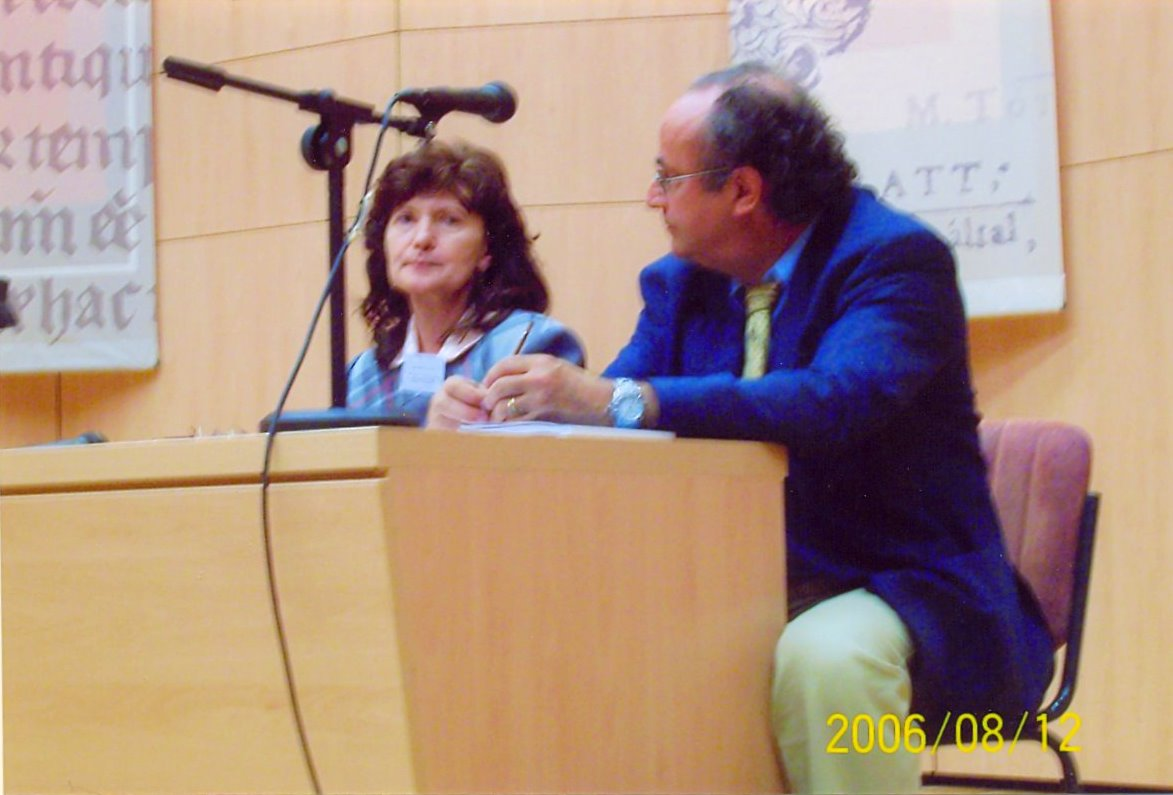
Galántai Erzsébet Jean-Louis Charlet francia klasszika-filológussal a XIII. Neolatin Világkongresszuson (2006)

- Epik durch die Jahrhunderte, Szeged (1997) (német nyelven adott elő)
- IANLS Twelfth congress, Bonn, 3-9 August 2003 (német nyelven adott elő)
- Megjegyzések antik hadvezér- és héroszportrék utóéletéhez : Hunyadi János alakja P. Ransanus: De Ioanne Corvino és Elias Corvinus: Ioannis Hunniadiae Res bellicae contra Turcas című művében / Galántai Erzsébet In: Varietas gentium – communis latinitas : a XIII. Neolatin Világkongresszus (2006) szegedi előadásai / szerk. Szörényi László, Lázár István Dávid. Szeged : JATEPress, 2008. -. – 83-87. p.
- IANLS Thirteenth congress (=XIII. Neolatin Világkongresszus) Budapest, Szeged 6-13 August 2006 (német nyelven adott elő)
- Humanitas – nemzetközi konferencia Nápolyban, 2007 (latin nyelven adott elő)
- Litterarum Vis Szeged – Budapest, 2008 (latin nyelvű szemináriumok)
- Renaissance Relations Pécs, 2008 (német nyelven adott elő)
- Seminarium Vindobonense Bécs, 2009 (latin nyelven adott elő)

## Szakmai közéleti tevékenysége
Hosszú ideig vezető tanára volt latin nyelvből a Felvételeket Előkészítő Bizottságnak (FEB), majd később a TM-nek. (FEB kiadványai: A tavaszi tábor anyaga latin nyelvből ford. Galántai Erzsébet. A nyári tábor anyaga latin nyelvből ford. Galántai Erzsébet, lektorálta Szádeczky-Kardoss Samu. Szeged : Bölcsészettudományi Karok Felvételi Előkészítő Bizottsága, 1984.)
Közel egy évtizedig egészségügyért felelős vezetőségi tag volt az SZTE FDSZ-ben.
Rendszeresen segíti a Szegedi Közéleti Kávéház munkáját

## Társasági tagság (válogatás)
- Szegedi Középkorász Műhely
- Societas Latina (Saarbrücken)

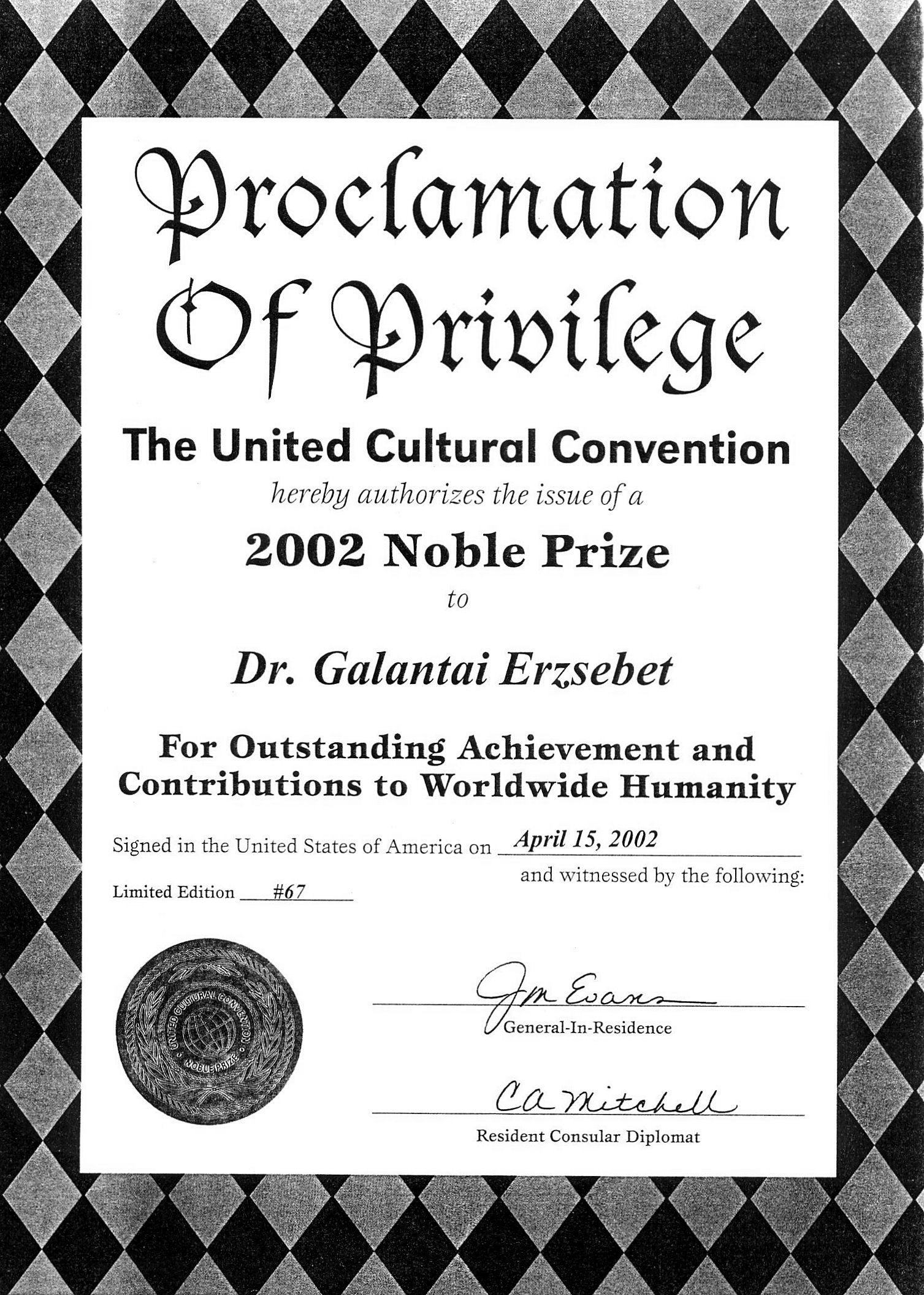
Galántai Erzsébet kitüntetése, USA, 2002

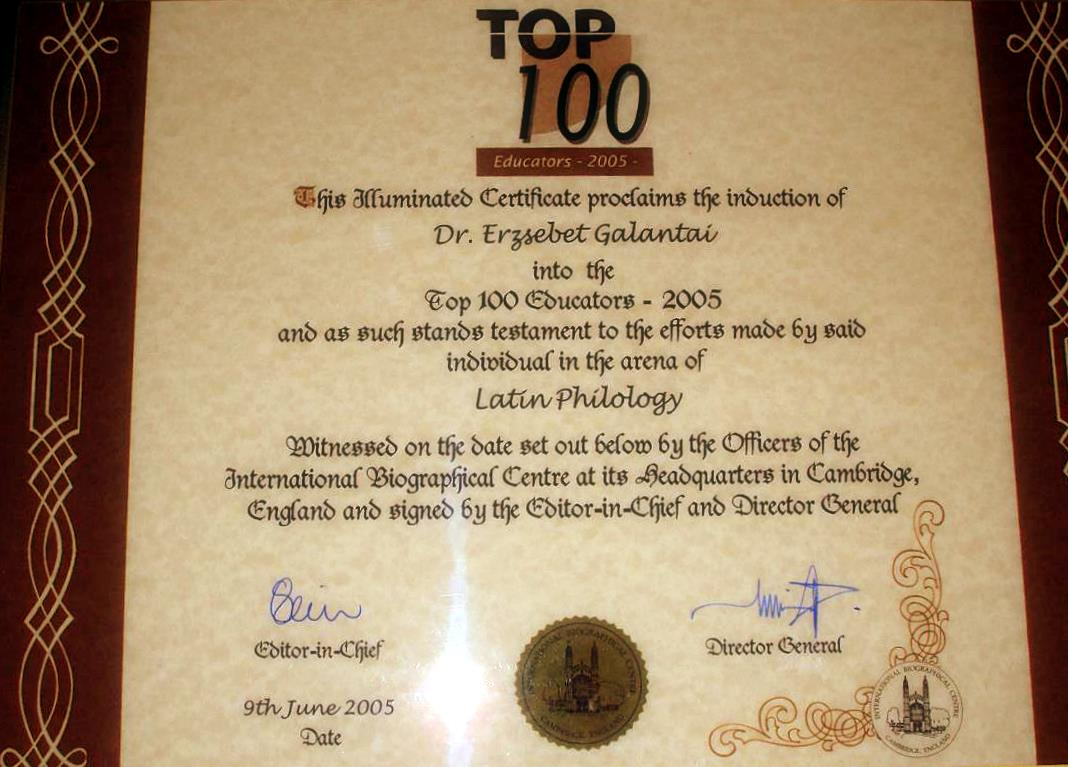
Galántai Erzsébet kitüntetése, Top 100, Cambridge, 2005

- International Association For Neo-Latin Studies (IANLS)[20]
- Hungaria Latina Magyar Neolatin Egyesület (=Societas Hungarica Studiis Neolatinis Provehendis) szegedi tagozatának elnöke[21]
- Latinitati Vivae Provehendae Assotiatio (LVPA)

## Díjak, elismerések (válogatás)
- Kiváló dolgozó (1988)
- Woman of the Year 2000 (ABI, USA)
- United Cultural Convention elismerő oklevele (USA, 2002)
- Proclamation Of Privilege (2002)
- One thousand Great Intellectuals (Cambridge, 2003)
- Top 100 Educators of Latin Philology IBC Cambridge, 2005
- Az Amerikai Életrajzi Intézet által adományozható Nemzetközi Béke-díjat ajánlották fel részére 2010-ben.
- Deputy Director General (DDG) for Europe (IBC, Cambridge, 2012)
- Felterjesztések nemzetközi elismerésekre:
  - The International Plato Award for Educational Achievement (ca. 2000 óta)
  - The Da Vinci Diamond „For Inspirational Accomplishment” (2009 óta)

## Hobbijai
A természetjárás és a complementer medicina foglalkoztatja. Elvégezte a Germanische Neue Medicin (GNM) intenzív tanfolyamot 2010-ben.